# إريديوم
الإريديوم (بالإنجليزية:  iridium)‏ عنصر كيميائي رمزه Ir، عدده الذري 77 في الجدول الدوري. يعتبر عنصر ثقيل جدًا، وهو فلز إنتقالي كثيف، قاسي وهشّ.
ينتمي إلى مجموعة أو عائلة معادن البلاتين. اكتشف الإريديوم في شوائب البلاتين الغير قابلة للذوبان في الطبيعة عام 1803.

## تاريخ
إرتبط اكتشاف الإيريديوم مع إكتشاف البلاتين ومعادن أخرى من مجموعة البلاتين.سبائك البلاتين الأصلية المستخدمة من قبل الإثيوبيين القدماء ، والثقافات في أمريكا الجنوبية  تحتوي دائمًا على كمية صغيرة من المعادن البلاتينية الأخرى، بما في ذلك الإيريديوم. وصل البلاتين إلى أوروبا في القرن 17 من كولومبيا وذلك بواسطة الغزاة الإسبانيين وقد عرف بإسم "بلاتينا" أو " الفضية الصغيرة" . لم يعرف هذا المعدن ولم يُكتشف حتى عام 1803،وذلك بواسطة الكيميائي الانجليزي "سميثسون تينانت"، بينما كان يعمل مع كيميائي اخر -"ويليام هايد"- على فصل البلاتين من التربة بإستخدام محلول الماء الملكي، ازداد اهتمام تينانت بالمادة السوداء الناتجة من تفاعل الماء الملكي مع البلاتين وسرعان ما إقتنع بأنها مادة مستقلة، بدأ تينايت بتجربة ما إذا كانت المادة السوداء قابلة للتفاعل مع المواد الاخرى وسرعان ما إكتشف مادة غنية بالألوان أطلق عليها إسم الإريديوم وهي كلمة يوناني تشير الى إسم أيقونة ألوان الطيف، آيريس.
هذا العنصر مقاوم جدا للصدأ، وبقية عوامل التغير الطبيعي، لهذا فالمتر المعياري المحفوظ منذ 1898 في باريس مصنوع من الإريديوم.

## التواجد
- الإريديوم أندر من الذهب والبلاتين، حيث يعد مع الروديوم والروثينيوم أندر المعادن غير النشطة اشعاعياً.
- معدل وجوده في القشرة الأرضية لا يتجاوز واحد من مليار.
- في الطبيعة يتواجد بشكل حر على هيئة حبيبات وعادة ما يترافق مع البلاتين.
- أهم أماكن توافره: جنوب أفريقيا، أمريكا الشمالية والجنوبية، تاسمانيا، بورنو، اليابان.

## الخواص
بسبب قساوته وهشاشته فإنه من الصعب التعامل معه. عند درجة الإحمرار يتأكسد إلى الأكسيد الأسود IrO2. والذي يتفكك عند الدرجة 1140 مئوية.

### الخواص الفيزيائية
هو عنصر من المعادن البلاتينية، وأبيض، ويشبه البلاتينوم مع صفرة طفيفة بسبب صلابته، هش ذو درجة انصهار عالية جدا (أكبر بتسع مرات من جميع المعادن الأخرى)، صلب ولا يمكن أن يعمل في الآلات أو نموذج ويستعمل عادة كمسحوق تعدين. وهو المعدن الوحيد الذي يحافظ على الخصائص الميكانيكية في الهواء وفي درجات حرارة عالية تصل إلى 1600 درجة مئوية. وهو ذو درجة غليان عالية (العاشر بين جميع المعادن)، ويصبح ناقل جيدا للكهرباء في درجة حرارة تقل عن0.14 كلفن.معمل مرونة الأريديوم هو ثاني أعلى معدل بين المعادن بعد الاوزميوم. هذا مقارنة مع معامل الصلابة العالي يعتبر منخفضا جدا لنسبة بواسون، تشير إلى درجة عالية من الصلابة والمقاومة للتشوه التي قدمت لها في تصنيع مكونات مفيدة مسألة ذات صعوبة كبيرة.ورغم هذه القيود والتكاليف العالية للايريديوم، قد وضعت عددا من التطبيقات حيث القوة الميكانيكية هي عامل أساسي في بعض الظروف القاسية للغاية في التكنولوجيا الحديثة. قياس كثافة الاريديوم أقل بقليل من كثافة الاوزميوم (بنحو0.1 %) أكثف عنصر معروف. حيث كان هناك بعض الغموض بشان أي العنصري أكثر كثافة نظرا لصغر حجم الفرق في الكثافة والصعوبات في قياس ذلك بدقة، ولكن، مع زيادة الدقة في العوامل المستخدمة لحساب كثافة الأشعة السينية أسفرت البيانات أن كثافة البلورات 22,56 g/cm3 للايريديوم و 22,59 g/cm3 للأوزميوم.

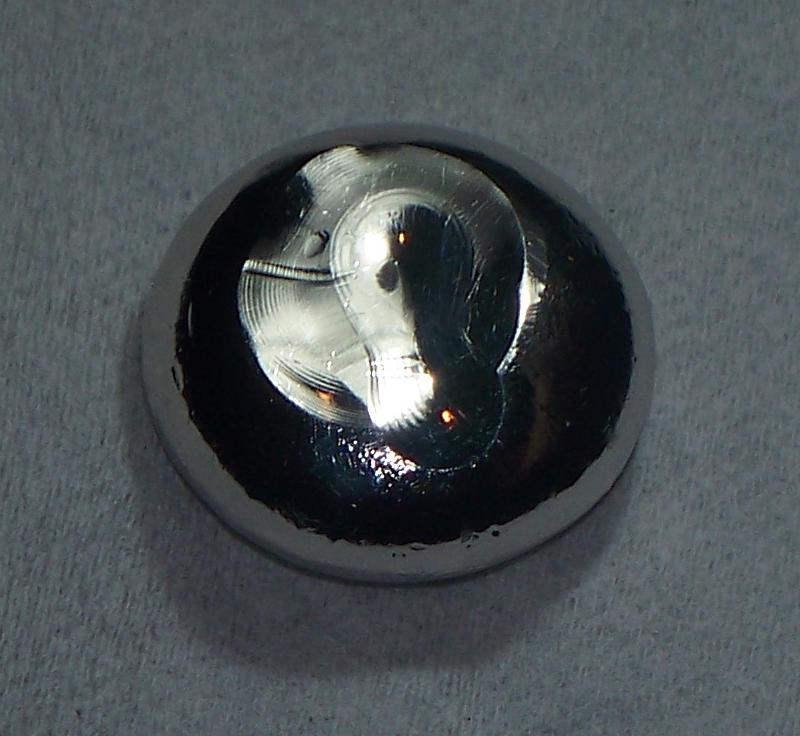
1 اوقية 1 (31 ز) من قوس صهرها الإريديوم.

### الخواص الكيميائية
هو أكثر المعادن مقاومة للتآكل. ولا يتفاعل تقريبا مع أي حمض، الماء الملكي، المعادن المنصهرة أو سيليكات في درجات حرارة عالية.ومع ذلك يهاجم من قبل بعض الأملاح الذائبة، مثل سيانيد الصوديوم وسيانيد البوتاسيوم، فضلا عن الأكسجين والهالوجينات (الفلور خاصة) عند ارتفاع درجات الحرارة.

### النظائر
له نظيرين طبيعيين وبارزين 191Ir و 193Ir على الترتيب وعلى الأقل 34 نظير اشعاعي النشاط يركب ويجمع في العدد الكتلي من 164 إلى 62,7 192Ir الذي يسقط بين النظيرين الثابتين هو أفضل نظير اشعاعي ثبوتا والذي نصف حياته 73,827 يوم ويقوم بتطبيق في قصر المعالجة وفي التصوير الاشعاعي الصناعي وخاصة في اختبار غير مهلك أو متلف في التلاحم، لتلاحم الفولاذ في الزيت والغاز الصناعي، الاريديوم 192 هو المسؤول عن عدد من الحوادث الاشعاعية، ثلاث نضائر أخرى لها نصف حياة على الأقل يوم.
النظائر الوتي كتلتها تحت 191 تنحل بواسطة المجموعة β+ المحللة و α المحللة والبروتون المنبعث مع عبارات 189Ir والتي تحلل بواسطة إلكترون المستولي و190Ir والذي بدوره يتحلل بواسطة البوزيترون المنبعث. النظائر التركيبية الثقيلة تتحلل بواسطة المحلل بالرغم من أن له إلكترون مستولي محلل 171Ir. [23].
كل النظائر المعروفة للايريديوم اكتشفت ما بين 1934 و 2001 واحدث هو171Ir. [23]

## المركبات
أشكال المركبات في حالات أكسدة الإريديوم بين -3 إلى +6؛ حالات الأكسدة الأكثر شيوعا هي +3 و+4. الأمثلة الجيدة عن الأكسدة العالية نادرة، ولكنها تشمل IrF6 اثنين أكاسيد المختلطة وSr2CaIrO6. [3][13]أكسيد الاريديوم، IrO2، مسحوق بني، هو الأكسيد الوحيد ذو خصائص جيدة. [3] Ir2O3، وصف أنه مسحوق أزرق مسود الذي يؤكسد إلى IrO2 بواسطةHNO3.
الشركة البريطانية جونسون ماثي ذكرت في وقت لاحق أنها كانت تستخدم في عملية مماثلة منذ 1837 وقدمت بالفعل إيريديوم تنصهر في عدد من المعارض العالمية. وقد تم استخدام أول سبيكة من الإريديوم مع الروثينيوم في المزدوجات الحرارية من طرف (فوسنر أوتو في) 1933. هذه يسمح بقياس درجات الحرارة المرتفعة في الهواء تصل إلى 2000 درجة مئوية.
في موس باور رودولف 1957، في ما كان يطلق عليه واحدة من «التجارب التاريخية في فيزياء القرن العشرين»، اكتشف الانبعاثات الرنانة ونقص الحرة وامتصاص أشعة غاما من ذرات معدنية في عينة صلبة تحتوي على 191Ir فقط. هذه الظاهرة، والمعروفة باسم تأثير موس باور (التي لوحظت منذ ذلك الحين عن النوى الأخرى، مثل57Fe)، وكما وضعت الطيفي موس باور، قدمت مساهمات هامة لبحث في الفيزياء، الكيمياء، الكيمياء الحيوية، علم المعادن، والمعادن. تحصل موس باور على جائزة نوبل في الفيزياء عام 1961، ثلاث سنوات فقط بعد أن نشر اكتشافه. إيريديوم هو واحد من العناصر الأقل وفرة في القشرة الأرضية، وجود كسر متوسط كتلة 0,001 جزء في المليون في الصخور في القشرة الأرضية؛ الذهب هو 40 مرة أكثر وفرة، البلاتين هو 10 مرة أكثر وفرة، والفضة والزئبق هي 80 مرات أكثر وفرة. التيلوريوم له نفس وفرة إيريديوم، وفقط ثلاثة عناصر طبيعية أقل وفرة هي: الرنيوم، الروثينيوم، والروديوم، إيريديوم أكثر وفرة 1بـ0 مرات من العنصرين الأخيرين. وعلى النقيض من وفرته في القشرة الأرضية والمنخفضة في الصخور، الاريديوم هو شائع نسبيا في النيازك، مع تركيزات 0,5 جزء في المليون أو أكثر. ويعتقد أن التركيز الشامل للإيريديوم على الأرض هو أعلى بكثير مما لوحظ في صخور القشرة الأرضية، ولكن بسبب كثافة وsiderophilic («سقوط النيازك») حرّف من الاريديوم، فإنه ينحدر تحت القشرة وإلى الأرض الأساسية عندما كان لا يزال هذا الكوكب المنصهر.
تم العثور على إيريديوم في الطبيعة كعنصر طليق (غير المتحد أو في السبائك الطبيعية)؛ خصوصا سبائك إيريديوم - الأوزميوم، الاوزميريديوم (الأوزميوم الغنية)، والاريديوزميوم (ايريديوم الغنية). في ودائع النيكل والنحاس ومعادن مجموعة البلاتينيوم كما تحدث كبريتيد (i.e. (Pt,Pd)S))، tellurides (PtBiTe أي)، antimonides (PdSb)، وarsenides (PtAs2 أي). يتم تبادلها في جميع هذه المركبات بواسطة البلاتين كمية صغيرة من الاريديوم والأوزميوم. في جميع هذه المركبات البلاتين يتم تبادلها بواسطة كمية صغيرة من الاريديوم والأوزميوم. كما هو الحال مع كل من مجموعة المعادن البلاتينية، يمكن العثور على إيريديوم بشكل طبيعي في سبائك النيكل مع الخام أو النحاس الخام. في القشرة الأرضية، وجد إيريديوم عالي التركيز في ثلاثة أنواع من البنى الجيولوجية: ودائع نارية (القشرة الأرضية من الاختراقات أدناه)، تأثير الحفر، والودائع المعدلة من واحد من الهياكل السابقة. أكبر احتياطيات الأولية المعروفة في مجمع Bushveld النارية في جنوب أفريقي، على الرغم من أن ودائع كبيرة من النحاس والنيكل قرب نوريلسك في روسيا، وحوض سدبري في كندا هي أيضا مصادر كبيرة من الاريديوم. تم العثور على أكبر احتياطيات في الولايات المتحدة. وجدت في ودائع إيريديوم الثانوية، جنبا إلى جنب مع البلاتين ومعادن أخرى مجموعة البلاتين في ودائع الغرينية. الودائع الغرينية التي يستخدمها الناس ما قبل كولومبوس في وزارة شوكو في كولومبيا لا تزال مصدرا لمجموعة البلاتينيوم للمعادن. لم يقدر احتياطي العالم اعتبارا من عام 2003.

## حدود الوجود
الحدود ك تي من قبل 65 مليون سنة، الذي يرسم الحدود الزمنية بين فترتي العصر الطباشيري والثالثة من الزمن الجيولوجي، وحددت من قبل الطبقة رقيقة من الطين غنية بالاريديوم. اقترح فريق بقيادة لويس الفاريز في عام 1980 إلى الأصل غير الأرضي لهذا إيريديوم، وعزا ذلك إلى تأثير كويكب أو مذنب. نظريتهم المقبولة على نطاق واسع الآن، والمعروفة باسم فرضية ألفاريز، لتفسير زوال الديناصورات. وتبين لاحقا تأثير كبير حفرة دفن مع هيكل عصر تقدر بنحو 65 مليون سنة في إطار ما هو الآن شبه جزيرة يوكاتان (الحفرة تشيككسولوب). يجادل ديوي م ماكلين وآخرون بأن إيريديوم قد يكون بركاني المنشأ بدلا من ذلك، كما الأرض الأساسية غنية بالاريديوم، وبراكين نشطة مثل لوس انجليس لبركان بيتون دي Fournaise، في جزيرة ريونيون، ما زالت تطلق إيريديوم.

## الإنتاج

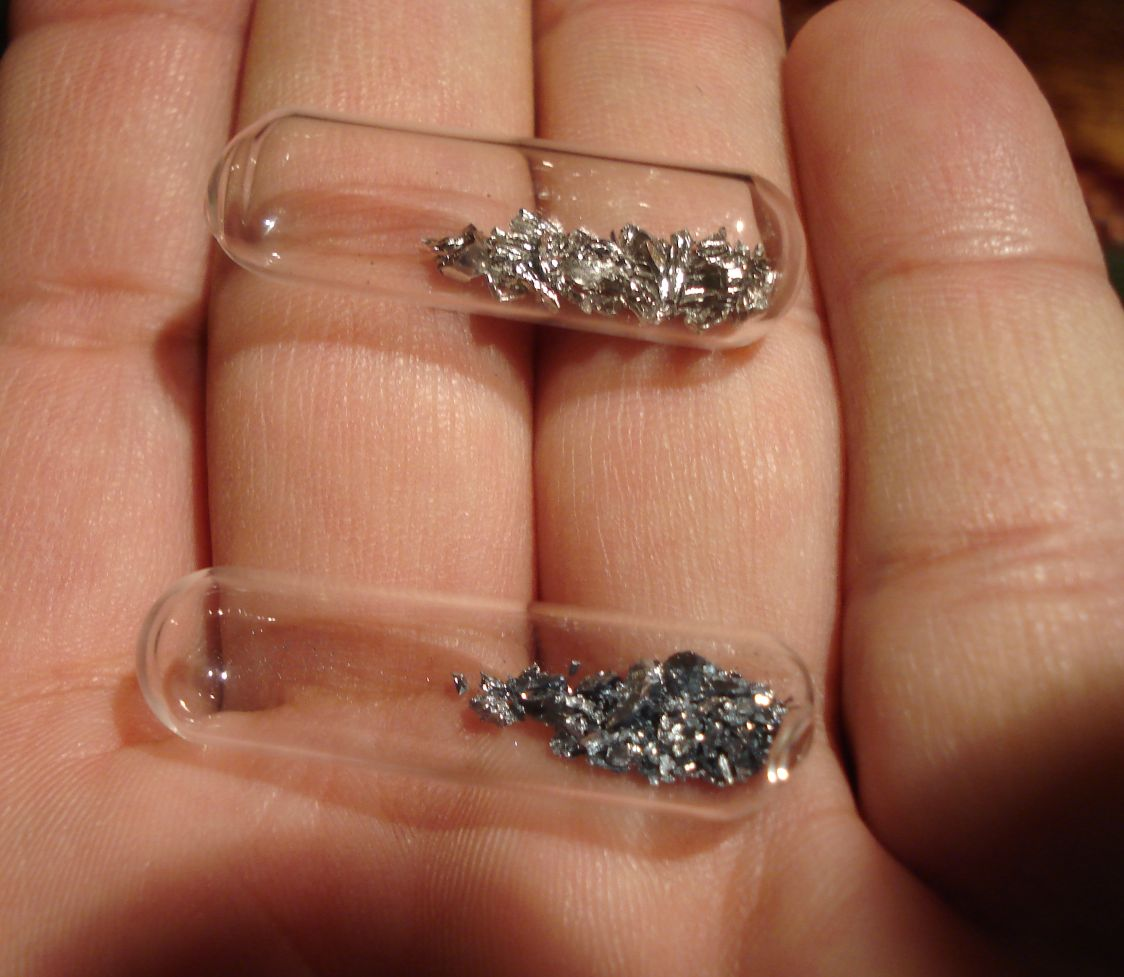
الإيريديوم والأوزميوم في الأمبولة

يتم الحصول على إيريديوم تجاريا كمنتج من عمليات في تعدين النيكل والنحاس والمعالجة. خلال electrorefining النحاس والنيكل والمعادن النبيلة مثل الذهب والفضة والمعادن من مجموعة البلاتين وكذلك السيلينيوم والتيلوريوم تترسب في القاع من الخلية والطين الأنود، والذي يشكل نقطة الانطلاق لاستخراجها. من أجل فصل المعادن، يجب أولا أن تكون جلبت إلى محلول. تتوفر العديد من الطرق اعتمادا على عملية الانفصال وتكوين خليط؛ أسلوبان ممثلان هما الاندماج مع بيروكسيد الصوديوم يتبعه في حل ريجيا أكوا، وانحلال في خليط من غاز الكلور مع حمض الهيدروكلوريك. بعد حله، يتم فصل إيريديوم من المعادن البلاتينية مجموعة أخرى من عجل (NH4) 2IrCl6 أو عن طريق استخراج IrCl2 -6 مع الأمينات العضوية. الأسلوب الأول هو مماثل للإجراء تينانت وولاستون تستخدم لانفصالهما. الطريقة الثانية يمكن أن تخطط كاستخراج مستمر السائل السائل، وبالتالي أكثر ملاءمة لإنتاج نطاق صناعي. وفي كلتا الحالتين، يتم تقليل المنتج باستخدام الهيدروجين، وينتج هذا المعدن على شكل مسحوق أو الإسفنج التي يمكن معالجتها باستخدام تقنيات مسحوق تعدين. وكان الإنتاج السنوي من إيريديوم حوالي سنة 2000 حوالي 3 طن أو نحو 100000 أوقية (ozt). [note 3][1 وكان سعر إيريديوم اعتبارا من عام 2007 440 دولار أمريكي / ozt،[45] ولكن السعر يختلف اختلافا كبيرا، كما هو مبين في الجدول. في عام 2010 ارتفع سعر لأكثر من 750 دولار أمريكي / ozt. في 2007-2009 مجموعة من 425 دولار حتي 460 ويعزى التقلب الشديد في أسعار المعادن من مجموعة البلاتين إلى العرض والطلب والمضاربة والاحتكار، وكبر وصغر حجم السوق وعدم الاستقرار في الدول المنتجة البلدان.

## تطبيقات
وكان الطلب العالمي على إيريديوم في عام 2007 حوالي 119000 أوقية (3700 كلغ)، التي كانت تستخدم 25000 ozt (780 كلغ) للتطبيقات الكهربائية مثل شمعات الإشعال؛ ozt 34000 (1100 كلغ). لتطبيقات مثل أقطاب كهربائية لالكلور القلوي عملية؛ 24000 ozt (750 كلغ) لالحفز، و36000 ozt (1100 كلغ) لاستخدامات أخرى

### الصناعية والطبية
نقطة انصهار عالية، وصلابة ومقاومة تآكل الاريديوم وسبائكه تحدد معظم تطبيقاته. إيريديوم وخصوصا سبائك إيريديوم -البلاتين أو سبائك الأوزميوم - إيريديوم يكون ارتداء منخفضة وتستخدم، على سبيل المثال، لspinnerets متعددة مسامي، التي يتم من خلالها مقذوف بوليمر البلاستيك تذوب لتشكيل الألياف، مثل الرايون. يستخدم الأزميوم - إيريديوم لبوصلة اتجاهات وأرصدة. مقاومة التآكل والحرارة يجعل إيريديوم عامل مهم في صناعة السبائك. يتم صنع بعض أجزاء محركات الطائرات طويلة الحياة من سبيكة إيريديوم ويتم استخدام سبائك التيتانيوم لإيريديوم - الأنابيب في المياه العميقة بسبب مقاومته للتآكل. كما يستخدم إيريديوم كعامل تصلب في السبائك البلاتينية. صلابة فيكرز من البلاتين النقي هو 56 HV في حين عالي البلاتين مع 50 ٪ من الاريديوم يمكن أن تصل إلى أكثر من 500 HV. [55][56] الأجهزة التي يجب أن تحمل درجات الحرارة المرتفعة للغاية غالبا ما تكون مصنوعة من إيريديوم. على سبيل المثال، تستخدم البوتقات درجات حرارة عالية مصنوعة من الاريديوم في عملية Czochralski لإنتاج أكسيد المفرد البلورات (مثل الياقوت) لاستخدامها في أجهزة ذاكرة الكمبيوتر والليزر في الحالة الصلبة. تزرع البلورات، مثل العقيق والغاليوم الجادولينيوم الإتريوم العقيق الغاليوم، عن طريق ذوبان رسوم ما قبل متكلس من أكاسيد مختلطة تحت ظروف المؤكسدة في درجات حرارة تصل إلى 2100 درجة مئوية. مقاومته لقوس التآكل يجعل سبائك إيريديوم مثالية للاتصالات الكهربائية لشمعات الإشعال. وتستخدم مركبات إيريديوم كحافز في عملية Cativa لكربنلة من الميثانول لإنتاج حامض الخليك. الإريديوم نفسه يستخدم كعامل محفز في نوع من محرك السيارة التي قدمت عام1996 الذي يسمى محرك الاشتعال المباشر. والنظائر المشعة للايريديوم - 192 هي واحدة من أهم مصدري الطاقة لاستخدامها في التصوير بالأشعة الصناعية - γ للاختبار غير المدمرة للمعادن. بالإضافة إلى ذلك، يستخدم 192Ir كمصدر للأشعة غاما لعلاج السرطان باستخدام العلاج الإشعاعي الموضعي، وهو شكل من العلاج الإشعاعي حيث وضعت مصدر الأشعة مختومة داخل أو بجوار المنطقة التي تستدعي العلاج. علاجات محددة تشمل ارتفاع معدل البروستاتا الموضعي جرعة، bilary الموضعي لاصق، والعلاج الإشعاعي الموضعي intracavitary عنق الرحم.

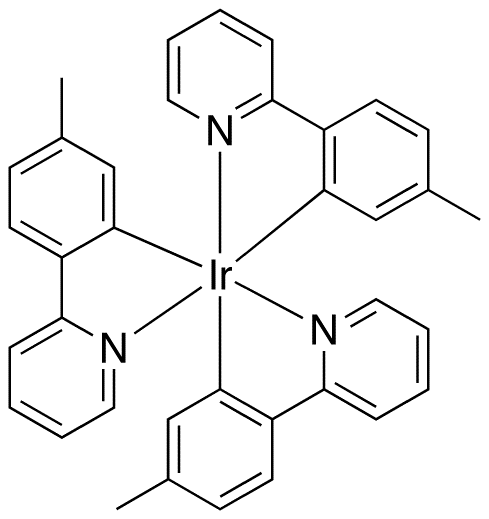
الجزيئية هيكل.

### العلمى
تم استخدام سبيكة من البلاتين 90 ٪ و 10 ٪ ايريديوم في عام 1889 لبناء النموذج الأولي الدولية متر والكتلة كيلوغرام، التي يحتفظ بها المكتب الدولي للأوزان والمقاييس قرب باريس. وقد تم استبدال شريط متر وتعريف الوحدة الأساسية للطول في عام 1960 بواسطة خط في الطيف الذري كريبتون، لكن النموذج الأولي كيلوغرام لا يزال المعيار الدولي للكتلة. وقد استخدمت إيريديوم في المولدات الحرارية بالنظائر المشعة من المركبات الفضائية غير المأهولة مثل المسافر، فايكنغ، وبيونير، كاسيني وغاليليو، والافاق الجديدة. وكان اختيار لإيريديوم تغليف البلوتونيوم - 238 الوقود في المولد لأنها يمكن أن تتحمل درجات الحرارة التشغيلية لتصل إلى 2000 درجة مئوية ولقوته الهائلة. آخر اهتمامات استخدام الأشعة السينية والبصريات، وخصوصا الأشعة السينية التلسكوبات. ومغلفة مرايا للمرصد شاندرا للأشعة السينية بطبقة من 60 نانومتر إيريديوم سميكة. أثبت الإريديوم ليكون أفضل خيار لتعكس الأشعة السينية بعد الذهب والنيكل واختبرالبلاتين أيضا. طبقة إيريديوم، التي كان لا بد من السلس إلى داخل ذرات قليلة، والتي تطبقها بخار إيريديوم إيداع تحت فراغات عالية على قاعدة طبقة من الكروم.
يستخدم إيريديوم في فيزياء الجسيمات لإنتاج البروتون المضاد، وهو شكل من المادة المضادة. البروتون المضاد يصنع عن طريق إطلاق شعاع بروتون عالية الكثافة على الهدف التحويل، الذي يحتاج إلى أن تكون مصنوعة من مادة ذات كثافة عالية جدا. على الرغم من أن تستخدم التنغستن بدلا من ذلك، إيريديوم في الاستفادة من الاستقرار الأفضل في ظل موجات الصدمة الناجمة عن ارتفاع درجات الحرارة بسبب الشعاع الساقط. الكربون والهيدروجين تفعيل بوند (C–H التنشيط) هو مجال البحث عن ردود الفعل التي يلتصق الكربون والهيدروجين، والتي كانت تعتبر تقليديا كما يتفاعل. النجاحات الأولى وذكرت في السندات سي اتش في تفعيل الهيدروكربونات المشبعة، التي نشرت في 1982، وتستخدم مجمعات إيريديوم العضوية أن الخضوع لإضافة عنصر مؤكسد مع الهيدروكربون. ويجري التحقيق مجمعات إيريديوم كحافز لهدرجة غير المتماثلة. وقد استخدمت هذه المواد الحفازة في تركيب المنتجات الطبيعية وقادرة على ركائز يهدرج صعوبة معينة، مثل الألكينات unfunctionalized، enantioselectively (توليد واحد فقط من متبلور مضاد اثنان أمكن). إيريديوم أشكال متنوعة من مجمعات المصالح الأساسية في التجميع الثلاثي.

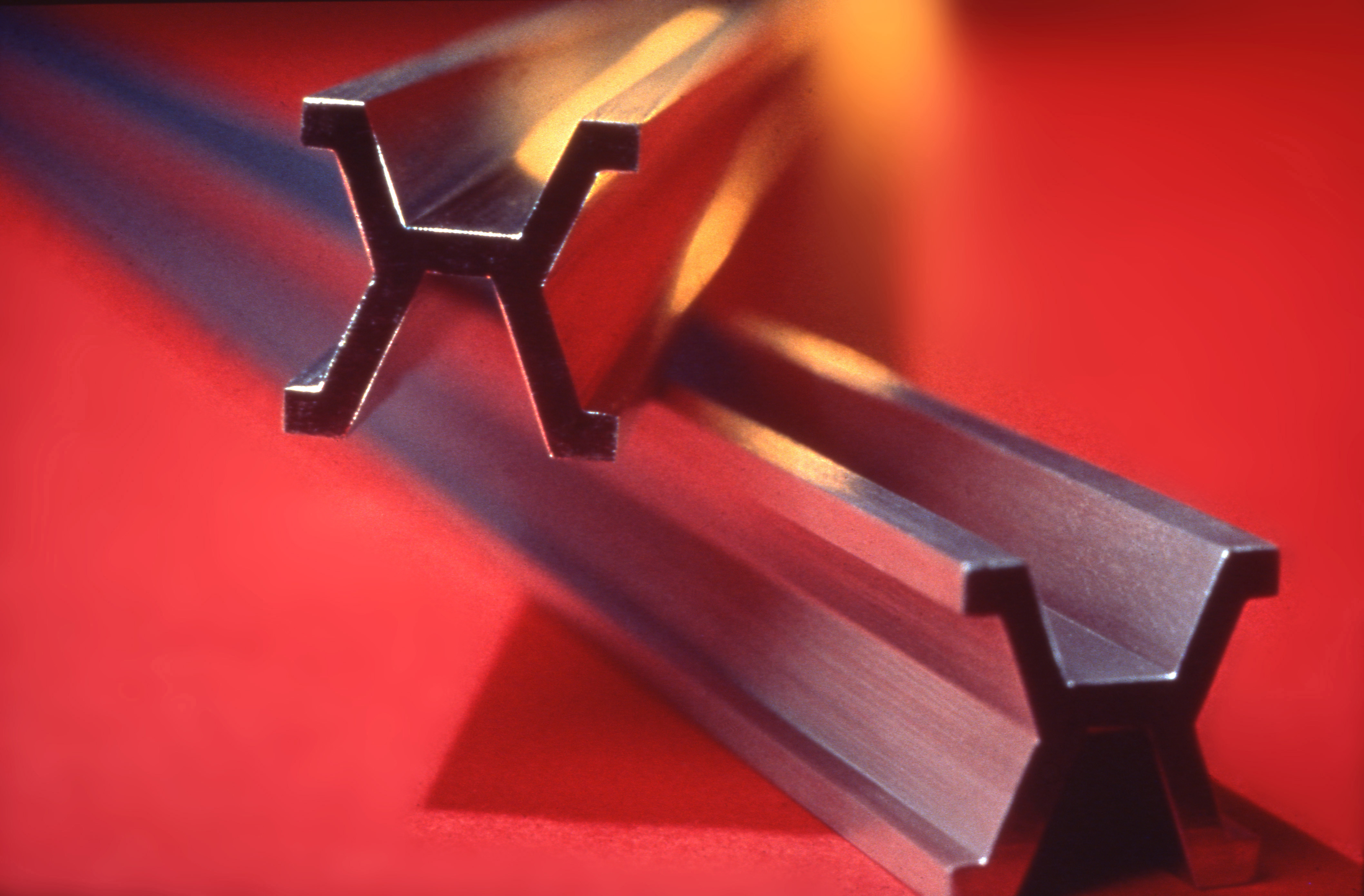
نموذج من متر في هذا الشريط.

و تستخدم أيضا سبيكة من البلاتين والاريديوم في صناعة الاميتر الحرارى.

## التاريخية
واستخدمت سبائك إيريديوم - الأوزميوم إلى حبيبات تلميح قلم حبر. وكان أول استخدام رئيسي للإيريديوم في 1834 في المناقير المثبتة على الذهب. منذ عام 1944، كانت شهرة قلم حبر باركر 51 مزودة بنك الاستثمار القومي رشحه خليط الروثينيوم وإيريديوم (مع إيريديوم 3.8 ٪), لا تزال المواد تلميح في الأقلام الحديثة يسمى تقليديا «إيريديوم»، بالرغم من وجود أي نادرا ما إيريديوم فيه؛ معادن أخرى مثل التنغستن اتخذت مكانها. تم استخدام سبيكة إيريديوم والبلاتين ثقوب اللمس أو تنفيس قطعة من مدفع. وفقا لتقرير من معرض باريس 1867، ويجري عرضها واحدة من القطع التي كتبها جونسون ماثي و«قد استخدمت في بندقية Withworth لأكثر من 3000 طلقة، ويظهر بالكاد علامات ارتداء. أولئك الذين يعرفون المشكلة المستمرة والنفقات التي سببها ارتداء القطع - تنفيس من مدفع عندما تكون في الخدمة الفعلية، وسوف نقدر هذا التكيف مهم». قيل : «كل ألوان الخزف الأخرى رمادية سوداء تظهر على جانب منه»؛ يستخدم الاريديوم الصباغ الأسود، الذي يتكون من حبيبات دقيقة جدا إيريديوم، الخزف لوحة سوداء مكثفة.

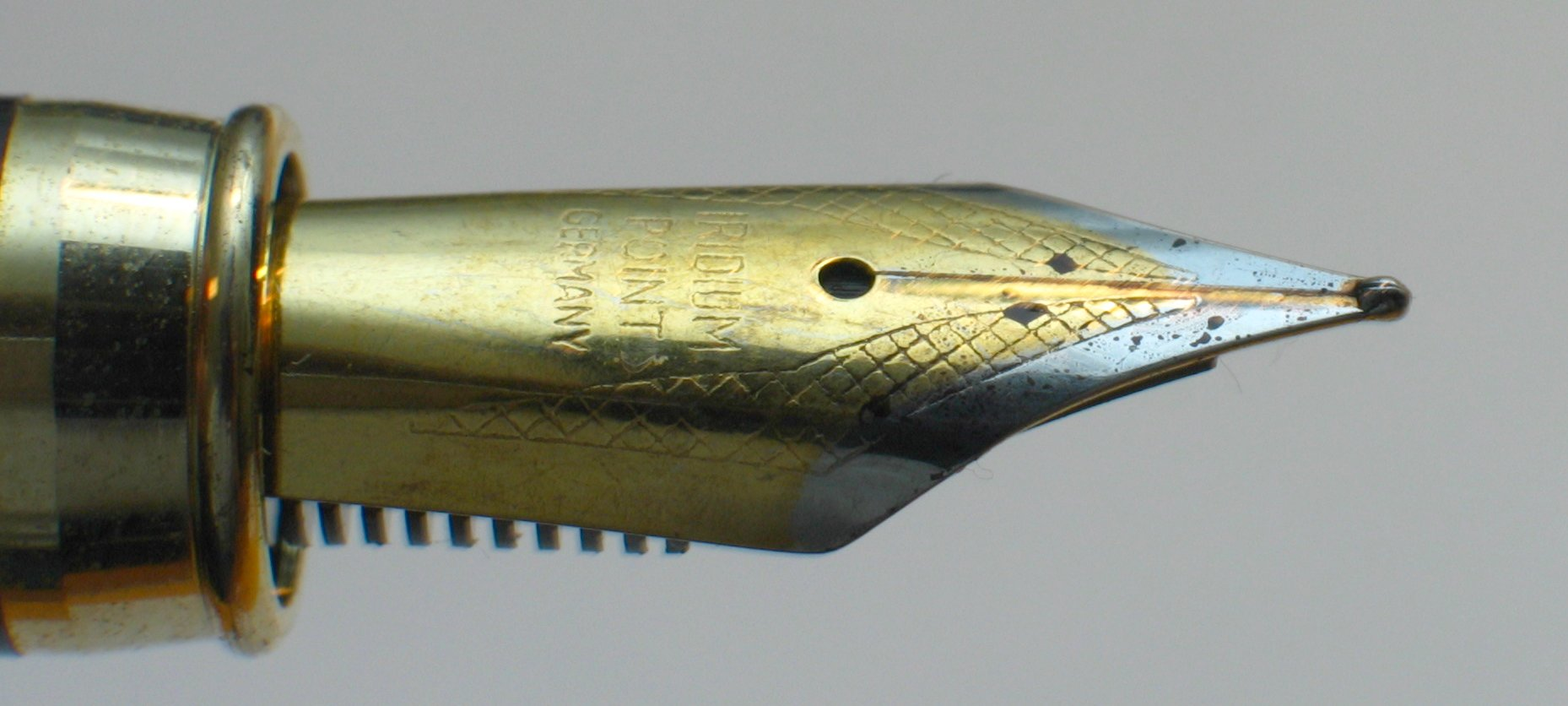
قلم حبر سائل nib labeled Iridium Point

## التدابير الوقائية
الجزء الأكبر من الإريديوم في شكل معدني ليس من المهم من الناحية البيولوجية أو خطرة على الصحة نظرا لافتقارها للتفاعل مع الأنسجة، وهناك فقط حوالي 20 جزء في التريليون من الاريديوم في الأنسجة البشرية. ومع ذلك، يمكن لحبيبات مسحوق إيريديوم أن تكون خطيرة في التعامل معها، كما هو مصدر إزعاج، وربما تشتعل في الهواء. القليل جدا هو المعروف عن سمية مركبات إيريديوم لأنها تستخدم في كميات صغيرة جدا، ولكن الأملاح الذائبة، مثل هاليدات إيريديوم، يمكن أن تكون خطيرة بسبب عناصر أخرى من الاريديوم أو بسبب إيريديوم نفسها ومع ذلك، معظم مركبات ايريديوم غير قابلة للذوبان، الأمر الذي يجعل من الصعب امتصاصه في الجسم. والنظائر المشعة من الاريديوم، 192Ir، أمر خطير مثل النظائر المشعة الأخرى. الاصابات المبلغ عنها فقط الناجمة عن التعرض لقلق إيريديوم العارض للإشعاع من 192Ir المستخدمة في العلاج الإشعاعي الموضعي إشعاعات غاما عالية الطاقة والمنبعثة من الاريديوم192Ir يمكن أن تزيد من خطر الإصابة بالسرطان. يمكن أن يسبب حروقا التعرض الخارجي، التسمم بالإشعاع، والموت. يمكن هضم 192Ir حرق بطانة المعدة والامعاء. 192Ir، 192mIr، و194mIr يتجهون إلى إيداع في الكبد، ويمكن أن تشكل مخاطر صحية على حد سواء من أشعة غاما وبيتا.

## وصلات خارجية
- Iridium on الموسوعة البريطانية